# I Knew You Were Waiting (For Me)
"I Knew You Were Waiting (For Me)" là một bài hát của nghệ sĩ thu âm người Mỹ Aretha Franklin và nghệ sĩ thu âm người Anh quốc George Michael nằm trong album phòng thu thứ 31 của Franklin, Aretha (1986). Nó được phát hành như là đĩa đơn thứ ba trích từ album vào ngày 19 tháng 1 năm 1987 bởi Arista Records. Bài hát được đồng viết lời bởi Simon Climie và Dennis Morgan, trong khi phần sản xuất được đảm nhiệm bởi Narada Michael Walden, cộng tác viên quen thuộc xuyên suốt sự nghiệp của nữ ca sĩ. Ban đầu được dự định sẽ là một bản hát đơn và do Franklin hoặc Tina Turner thể hiện, ý tưởng cho việc phát triển nó thành một bản song ca xuất phát từ chủ tịch của Arista là Clive Davis, và Michael đã được liên hệ để tham gia vào bài hát. "I Knew You Were Waiting (For Me)" là một bản R&B kết hợp với những yếu tố từ pop rock và dance-rock mang nội dung đề cập một cặp đôi phải xa cách nhau, nhưng họ luôn có niềm tin rằng cả hai vẫn luôn chờ đợi đối phương trở về.
Sau khi phát hành, "I Knew You Were Waiting (For Me)" nhận được những phản ứng tích cực từ các nhà phê bình âm nhạc, trong đó họ đánh giá cao sự ăn ý trong giọng hát của hai nghệ sĩ cũng như quá trình sản xuất nó. Ngoài ra, bài hát còn gặt hái nhiều giải thưởng và đề cử tại những lễ trao giải lớn, bao gồm chiến thắng một giải Grammy cho Trình diễn giọng R&B xuất sắc nhất của bộ đôi hoặc nhóm nhạc tại lễ trao giải thường niên lần thứ 30. "I Knew You Were Waiting (For Me)" cũng tiếp nhận những thành công vượt trội về mặt thương mại trên toàn thế giới, đứng đầu các bảng xếp hạng ở Úc, Bỉ, Ireland, Hà Lan và Vương quốc Anh, và lọt vào top 10 ở hầu hết những quốc gia nó xuất hiện, bao gồm vươn đến top 5 ở nhiều thị trường lớn như Canada, Phần Lan, Đức, New Zealand, Na Uy, Thụy Điển và Thụy Sĩ. Tại Hoa Kỳ, nó đạt vị trí số một trên bảng xếp hạng Billboard Hot 100 trong hai tuần liên tiếp, trở thành đĩa đơn quán quân thứ hai của Franklin lẫn Michael tại đây.
Video ca nhạc cho "I Knew You Were Waiting (For Me)" được đạo diễn bởi Andy Morahan, cộng tác viên quen thuộc trong sự nghiệp của Michael, trong đó bao gồm những cảnh mỗi nghệ sĩ thể hiện bài hát trong một căn phòng và những hình ảnh của họ cũng được chiếu trên màn hình, trước khi cả hai cùng nhau song ca ở cuối video. Mặc dù gặt hái nhiều thành công về mặt chuyên môn lẫn thương mại, Franklin và Michael chỉ duy nhất trình diễn bài hát một lần trong một đêm diễn ở Los Angeles thuộc chuyến lưu diễn hát đơn đầu tay của nam ca sĩ The Faith Tour (1987-88). Kể từ khi phát hành, "I Knew You Were Waiting (For Me)" đã được hát lại và sử dụng làm nhạc mẫu bởi nhiều nghệ sĩ, như Tim McGraw, Faith Hill, Jessica Sanchez và The Shadows, cũng như xuất hiện trong nhiều album tuyển tập của cả hai, như Greatest Hits: 1980–1994 (1994) và Respect: The Very Best of Aretha Franklin (2002) của Franklin, cũng như Ladies & Gentlemen: The Best of George Michael (1998) của Michael.

## Danh sách bài hát
Đĩa 7" tại châu Âu và Anh quốc
1. "I Knew You Were Waiting (For Me)" – 4:02
2. "I Knew You Were Waiting (For Me)" (không lời) – 4:02

Đĩa 12" tại châu Âu và Anh quốc
1. "I Knew You Were Waiting (For Me)" (phối lại mở rộng) – 7:30
2. "I Knew You Were Waiting (For Me)" (Percappela) – 5:14
3. "I Knew You Were Waiting (For Me)" (phối lại chỉnh sửa) – 5:29

## Xếp hạng
| Bảng xếp hạng (1987)                     | Vị trí cao nhất |
| ---------------------------------------- | --------------- |
| Úc (Kent Music Report)                   | 1               |
| Áo (Ö3 Austria Top 40)                   | 9               |
| Bỉ (Ultratop 50 Flanders)                | 1               |
| Canada (RPM)                             | 4               |
| Canada Adult Contemporary (RPM)          | 2               |
| Đan Mạch (IFPI)                          | 3               |
| Châu Âu (European Hot 100 Singles)       | 1               |
| Phần Lan (Suomen virallinen lista)       | 5               |
| Pháp (IFOP)                              | 20              |
| Đức (Official German Charts)             | 5               |
| Hy Lạp (IFPI)                            | 1               |
| Ireland (IRMA)                           | 1               |
| Ý (FIMI)                                 | 11              |
| Hà Lan (Dutch Top 40)                    | 1               |
| Hà Lan (Single Top 100)                  | 1               |
| New Zealand (Recorded Music NZ)          | 3               |
| Na Uy (VG-lista)                         | 4               |
| Tây Ban Nha (AFYVE)                      | 14              |
| Thụy Điển (Sverigetopplistan)            | 4               |
| Thụy Sĩ (Schweizer Hitparade)            | 5               |
| Anh Quốc (OCC)                           | 1               |
| Hoa Kỳ Billboard Hot 100                 | 1               |
| Hoa Kỳ Adult Contemporary (Billboard)    | 2               |
| Hoa Kỳ Dance Club Songs (Billboard)      | 12              |
| Hoa Kỳ Hot R&B/Hip-Hop Songs (Billboard) | 5               |

| Bảng xếp hạng (1987)                 | Vị trí |
| ------------------------------------ | ------ |
| Australia (Kent Music Report)        | 20     |
| Belgium (Ultratop 50 Flanders)       | 12     |
| Canada (RPM)                         | 35     |
| Europe (European Hot 100 Singles)    | 30     |
| Germany (Official German Charts)     | 52     |
| Italy (FIMI)                         | 56     |
| Netherlands (Dutch Top 40)           | 8      |
| Netherlands (Single Top 100)         | 8      |
| New Zealand (Recorded Music NZ)      | 25     |
| Norway Winter Period (VG-lista)      | 13     |
| UK Singles (Official Charts Company) | 11     |
| US Billboard Hot 100                 | 36     |
| US Adult Contemporary (Billboard)    | 38     |

| Bảng xếp hạng (1980-89)    | Vị trí |
| -------------------------- | ------ |
| Netherlands (Dutch Top 40) | 104    |

## Chứng nhận
| Quốc gia                                                                           | Chứng nhận | Số đơn vị/doanh số chứng nhận |
| ---------------------------------------------------------------------------------- | ---------- | ----------------------------- |
| Úc (ARIA)                                                                          | Vàng       | 35.000‡                       |
| Hà Lan (NVPI)                                                                      | Vàng       | 75.000^                       |
| Anh Quốc (BPI)                                                                     | Vàng       | 500.000^                      |
| * Chứng nhận dựa theo doanh số tiêu thụ. ^ Chứng nhận dựa theo doanh số nhập hàng. |            |                               |